# Эрнес

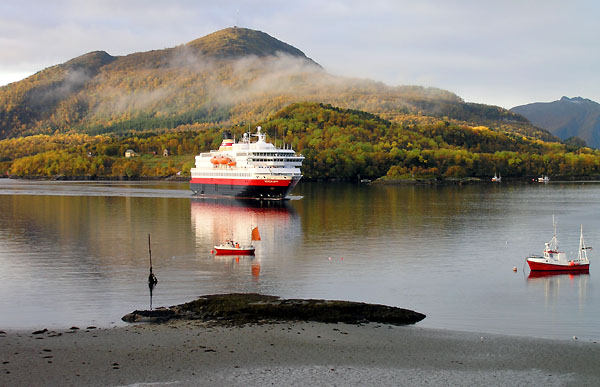
Паром в Эрнесе, поздний сентябрь

Эрнес (норв. Ørnes) — деревня, административный центр коммуны Мелёй, фюльке Нурланн, Норвегия.
Население города составляет 1 588 жителей (2009 год). Является остановкой для маршрута Хуртигрутена между Несной и Будё.
Данная территория известна уже сотни лет, однако современная деревня берёт своё начало с 1794 года, когда Эллинг Педерсен (норв. Elling Pedersen) получил разрешение на строительство гостиницы.